# 橋本義彦
橋本 義彦（はしもと よしひこ、1924年9月26日 - 2015年7月1日）は、昭和・平成期の歴史学者。平安貴族や院政の研究で著名。

## 経歴
- 北海道出身。北海道釧路湖陵高等学校卒業。
- 1949年（昭和24年）3月、東京大学文学部国史学科卒業、大学院に在籍するも翌年3月宮内庁書陵部に勤務[1]
- 1964年に編修課皇室制度調査室長[1]
- 1969年お茶の水女子大学文教学部非常勤講師に就任（～71年）[1]
- 1972年宮内庁編修調査官に就任[1]
- 1978年名古屋大学文学部非常勤講師に就任（～79年）[1]
- 1979年宮内庁編修課長[1]
- 1984年正倉院事務所長就任[1]
- 1988年公務退職。財団法人前田育徳会常務理事就任[1]
- 2015年病気のため死去。90歳没。

1971年から2013年まで日本歴史学会理事や評議員に就任。

## 著書
- 「日本歴史全集5」 『貴族の世紀』、1969
- 『平安貴族社会の研究』、吉川弘文館、1976、ISBN 978-4642020671
- 『平安貴族』、平凡社、1986、ISBN 978-4582822977
- 『藤原頼長』、吉川弘文館〈人物叢書〉、1988、ISBN 978-4642051095
- 『平安』、筑摩書房、1991、ISBN 978-4480354327
- 『源通親』、吉川弘文館、1992、ISBN 978-4642051965
- 『平安の宮廷と貴族』、吉川弘文館、1996、ISBN 978-4642074988
- 『正倉院の歴史』、吉川弘文館、1997、ISBN 978-4642077392
- 『日本古代の儀礼と典籍』、青史出版、1999、ISBN 978-4921145002